# Sergej Mylnikov
Sergej Mylnikov (6. října 1958, Čeljabinsk – 20. června 2017, Moskva) byl ruský hokejový brankář, který chytal v sovětské hokejové lize za Traktor Čeljabinsk a SKA Leningrad a v NHL krátce za Quebec Nordiques.

## Reprezentace
Reprezentoval také Sovětský svaz, za sbornou odehrál 67 zápasů. První reprezentační zápas odehrál v úterý 11. prosince roku 1984 v Pardubicích proti tehdejšímu Československu, jednalo se o přátelský zápas, který Mylnikov se Sovětským svazem vyhrál vysoko 6:2. Za 67 reprezentačních zápasů stihl Mylnikov vyhrát zlatou olympijskou medaili z roku 1988 v Calgary, také vlastní dvě zlaté medaile z MS 1989 a z MS 1990. Mylnikov ukončil svojí reprezentační kariéru v neděli 22. dubna 1990 na MS v zápasu proti Švédsku, který vyhrál 3-1 a tím pádem vyhrál zlatou mistrovskou medaili.
V roce 1988 byl Mylnikov jmenován do All-Stars týmu Sovětského svazu, také byl roku 1985 jmenován do ruské a sovětské hokejové síně slávy a chytal v Kanadském poháru v roce 1987, kde skončil sovětský tým druhý. Zemřel v Moskvě 20. června 2017.